# Big Brother

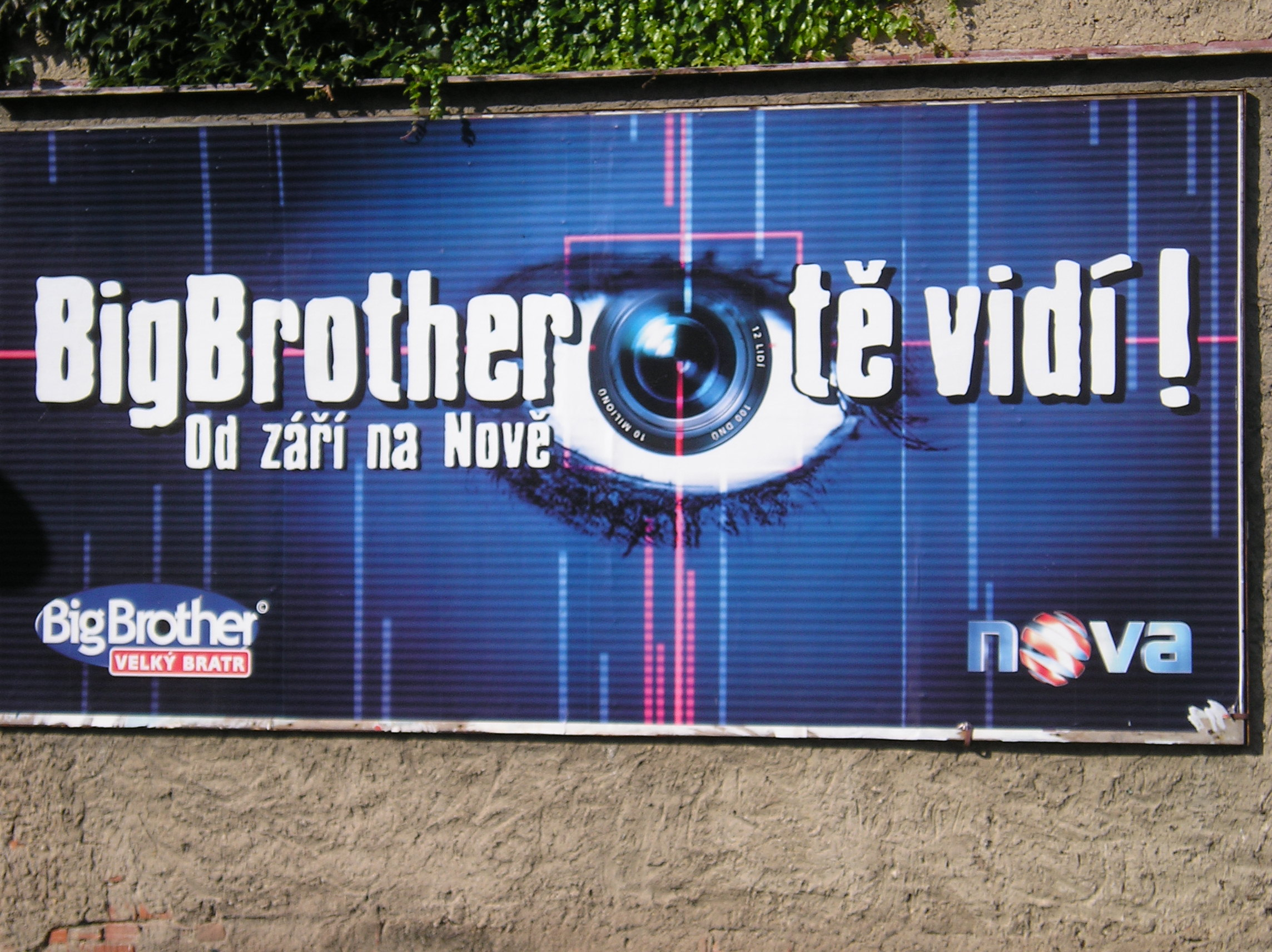
Billboard lákající ke sledování české verze reality show Big Brother

Big Brother (Velký bratr) je formát televizní reality show, ve kterém více než 15 týdnů žijí soutěžící (obvykle 12) v domě plném kamer a snaží se přestát hlasování diváků a získat vysokou finanční odměnu. Tento formát vytvořil John de Mol Jr. z Nizozemska a rozvinul ve své produkční společnosti Endemol. Byl to nejsledovanější pořad hlavního vysílacího času v 70 zemích. Název si soutěž vypůjčila z románu George Orwella 1984, ve kterém vystupovala postava všesledujícího vládce zvaná Velký bratr.
V Česku byla česká verze soutěže Big Brother vysílána v roce 2005 na TV Nova.
V roce 2023 česká TV Nova a slovenská TV Markíza oznámily přípravu česko-slovenské verze pořadu.